# 75 років Сумській області (монета)
«75 ро́ків Cу́мській о́бласті» — ювілейна монета номіналом 5 гривень, випущена Національним банком України, присвячена розвиненому аграрно-промисловому регіону, розташованому в північно-східній частині Лівобережної України.
Монету введено в обіг 9 січня 2014 року. Вона належить до серії «Області України».

## Опис монети та характеристики
| Номінал грн. | Метал                   | Маса, г | Діаметр, мм | Якість виготовлення       | Гурт                 | Тираж, штук |
| ------------ | ----------------------- | ------- | ----------- | ------------------------- | -------------------- | ----------- |
| 5            | нікелевий сплав, нордик | 9,4     | 28,0        | спеціальний анциркулейтед | секторальне рифлення | 20 000      |

### Аверс
На аверсі монети розміщено: угорі малий Державний Герб України, по колу написи: «НАЦІОНАЛЬНИЙ БАНК УКРАЇНИ» (угорі), «П'ЯТЬ ГРИВЕНЬ» (унизу), праворуч — логотип Монетного двору Національного банку України; у центрі — зображення Спасо-Преображенського собору, Сумської альтанки, шаблі та порохівниці, колосся, праворуч — рік карбування монети «2014».

### Реверс
На реверсі монети зображено герб області, по колу розміщено написи: «СУМСЬКА ОБЛАСТЬ» (угорі), «ЗАСНОВАНА У 1939 РОЦІ» (унизу).

## Автори

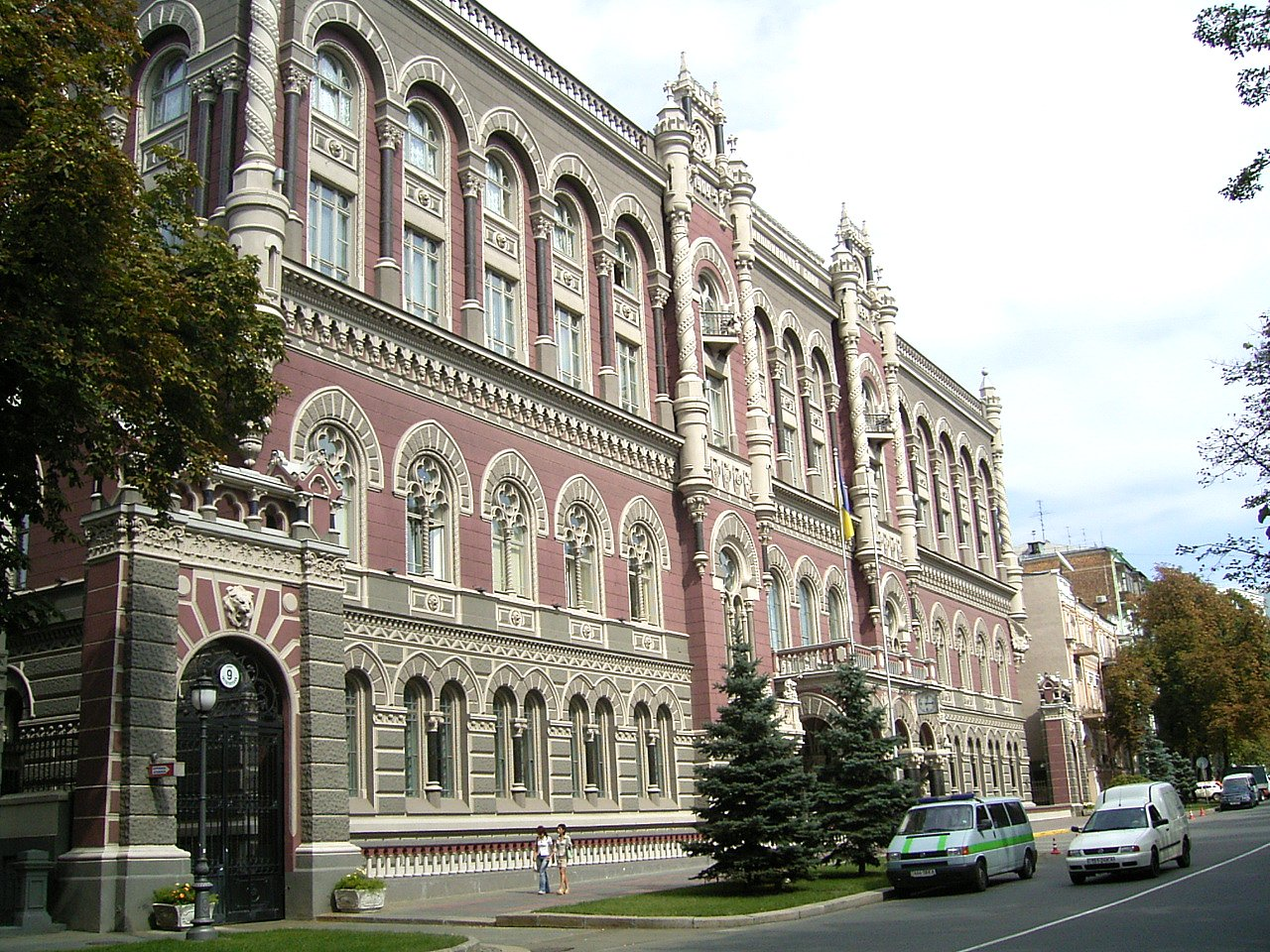
Будівля Національного банку України

- Художник — Іваненко Святослав.
- Скульптори: Іваненко Святослав, Атаманчук Володимир.

## Вартість монети
Під час введення монети в обіг в 2014 році, Національний банк України реалізовував монету через свої філії за ціною 25 гривень.
Фактична приблизна вартість монети, з роками змінювалася так:
| Рік        | 2014 | 2015 | 2016 | 2017 | 2018 | 2019 | 2020 | 2021 | 2022 | 2023  | 2024  | 2025  |
| ---------- | ---- | ---- | ---- | ---- | ---- | ---- | ---- | ---- | ---- | ----- | ----- | ----- |
| Ціна, грн. | 57   | 95   | 235  | 400  | 440  | 520  | 480  | 470  | 500  | 1 200 | 2 000 | 2 900 |